# Elihu Root
Elihu Root, ameriški pravnik, politik in nobelovec, * 15. februar 1845, † 7. februar 1937, New York, ZDA. 
Bil je državni sekretar za vojne zadeve pod predsednikoma Theodorom Rooseveltom in Williamom McKinleyjem. Bil je tudi zvezni senator iz zvezne države New York med letoma 1909 in 1915, kjer je bil zunaj politike tudi prisoten s svojo pravno prakso. Leta 1912 so ga nagradili z Nobelovo nagrado za mir.
Root je bil vodilni odvetnik, čigar klienti so bile velike korporacije in močne osebnosti, kakršen je bil Andrew Carnegie, takrat jeklarski magnat in filantropist. Root je služil tudi kot vodja filantropskih ustanov v Carnegievih ustanovah, predvsem je bil prvi in dolgoletni predsednik Carnegieve ustanove za mednarodni mir. Kot vojni minister je Root oblikoval nove kolonialne politike za države, kakršni so Filipini in Kuba. Zatrl je upor filipinskega otočja, pri upravljanju pa se je naslanjal na administracijo, tehnološke prednosti, strojništvo in nezainteresirano javno upravo področja in bil pri tem očetovski. Kot progresiven politik ni dvomil v demokracijo. Podpiral je dostop ZDA do Kitajske in odprtje Panamskega kanala.
Root je eden najvidnejših modernizatorjev vojnega ministrstva in tudi reformator takratne vojske ZDA v moderen organiziran ustroj, ki je bil tako primerljiv z Evropo. V senatu ZDA je bil Root del republikanske podporne mreže za takrat predsedujočega Williama Howarda Tafta. S pričetkom prve svetovne vojne je bil ključen mož za pripravo ZDA na vojno pred dejansko vključitvijo. Predsednik Woodrow Wilson ga je poslal v Rusijo leta 1917, a to ni imelo pravega učinka. Root je podpiral Wilsonovo idejo o Ligi narodov, a je imel zadržke, ki jih je delil s senatorjem z imenom Henry Cabot Lodge. Močno se je naslanjal na uporabo mednarodnega prava pri preprečevanju vojnih konfliktov. Pomagal je pri postavitvi Trajnega mednarodnega sodišča (Svetovno sodišče).

## Zgodnje življenje in izobrazba
Root je bil rojen v Clintonu, v državi New York. Oče Oren Root in mama Nancy Whitney Buttrick sta bila po prestalem študiju in njegovi želji po fizkulturni izobrazbi prepričana, da bi se moral šolati za duhovnika. Sam se je odločil za vpis na New York University School of Law.
Diplomira leta 1867. Njegov mlajši brat Oren se je odločil za duhovniški poklic in nadaljeval tudi očetovo profesuro matematike na univerzi Hamilton.

## Zakon in družina
Po poklicnem napredku v pravni praksi se poroči pri 33.letih z Claro Frances Wales (umre 1928) in skupaj imata tri otroke, eno hčer. 

## Državni tožilec in vojni minister
Root je zadolžen v javno službo prvič, ko je imenovan za državnega tožilca vzhodnega okrožja države New York.
Kot občasno imenovan in voljen državni uslužbenec ni bil vedno na uslugo državi. Praviloma je takrat se zaposlil kot odvetnik in tako bil vedno v stiku s pravno prakso. Še posebej kot pravnik se uveljavlja kot vidna in vplivna osebnost, ki pomembno vpliva na državno politiko zaradi vplivnih klientov.

## Vojni in državni sekretar
Za čas predsedovanja Williama McKinleyja in Theodora Roosevelta (1899–1904) postane Root sekretar za vojno. V tem času okrepi izobraževanje vojnih častnikov. Eno leto posveti pravni praksi, nakar ga ponovno vpokličejo v politiko. Po smrti prejšnjega državnega sekretarja Haya je Roosvelt imenoval Roota na novo mesto. Z naslanjanjem na Haško mirovno konferenco je pomagal južnoameriških državam priti do dogovora. Sodeloval je z Japonsko, da bi se zmanjšala emigracija v ZDA. Kot vojni minister se ukvarja predvsem z okrepitvami konfliktnih območij.
Prispeval je k Root–Takahira dogovoru, ki je omejil mornarniške utrditve po Tihem oceanu. Podpiral je arbitražo pri razreševanju mednarodnih sporih. Dogovarjal se je tako z Veliko Britanijo kot z Kanado o meji z Aljasko in pri sporih o ribarjenju na Severnem atlantskem oceanu..

## Zvezni senator
Januarja 1909 je Root izvoljen za zveznega senatorja ZDA, ki je opravljal delo predstavnika drugega doma zakonodaje od 4.marca 1909 do 4.marca 1915. Bil je tudi član komiteja za pravosodje, a ni želel ponovno kandidirati za položaj v letu 1914.

## Svetovna vojna
Leta 1912 so zaradi njegovega delovanja pri združevanju narodov skupaj s sodelovanjem in arbitražo nagradili Roota z Nobelovo nagrado za mir. 
Ko se je pričela prva svetovna vojna je Root nasprotoval predsedniku Woodrowu Wilsonu in njegovi politiki nevtralnosti. Želel je pripraviti ZDA na bližajočo vojno in je podpiral svojega predsednika pri odločitvah za pripravljanje vojske, predvsem pa je želel, da ZDA vstopijo v vojno na strani Britanskega imperija in Francije. Leta 1916 je trdil, da so njegova leta sporna za prevzem oblasti[9], a vseeno kandidira za predsednika ZDA, a izgubi volitve v sami stranki. 
Leta 1917 pri starosti 72 let se je Root odpravil v Rusijo, ki je pravkar rušila svojega carja. Odpravil se je v imenu Wilsona, da bi se dogovoril z revolucionarno vlado o sodelovanju. Slab mesec je preživel v Petrogradu, a ni bil navdušen z opažanji. Ker nova vlada ni želela spopadov in se ni odločila za nadaljevanje vojne tudi ob ponujeni finančni pomoči ZDA, se Root odloči, da ne bo ponudil finančne pomoči novi ruski državi. 
Root je tudi ustanovni predsednik neprofitne organizacije, ki velja za intelektualni center zunanje politike in se imenuje Council on Foreign Relations in je ustanovljen leta 1918 v New Yorku.

## Kasnejša kariera
Root je podpiral Ligo narodov po koncu prve svetovne vojne, a je imel zadržke do določenih stvari. Predvsem so želeli članstvo pri katerem bi se ZDA še vedno lahko samostojno odločale o vstopu v vojno. ZDA na koncu niso nikoli postale članice, a Root je novo organizacijo izredno podpiral in vlagal napore v komisiji pravnikov, ki so oblikovali Trajno sodišče za mednarodno pravičnost. Še zelo pozno v starosti se je loteval pomembnih mednarodnih pravnih težav.
Root je veliko sodeloval z Andrewom Carnegiejem glede programov o mednarodnem miru in napredovanju znanosti. Bil je tudi med ustanovitelji American Law Institute leta 1923 in pomagal pri ustvarjanju Haške Akademije mednarodnega prava na Nizozemskem. 

## Smrt in dediščina
Root je umrl leta 1937 v New York Cityju z družino ob strani. Pogreb je bil preprost. Domača rojstna hiša se imenuje po njem in je bila leta 1972 razglašena za nacionalno zgodovinsko znamenitost. Po njem se imenuje tudi vojaška baza.
Elihu Root Gold Medal je nagrada, ki jo podeljujejo šestim najbolj uspešnim civilistom strelcem, ki tekmujejo v National Trophy Rifle ekipni tekmi in so zato označeni kot člani ekipe. Prav tako odličje dobita tudi trener in kapetan ekipe, tako da odličje dobi vseh osem članov ekipe, ki je najuspešnejša med ekipami civilistov med tekmovalci.